# Parasthetops rufulus
Parasthetops rufulus är en skalbaggsart som beskrevs av Perkins och Balfour-browne 1994. Parasthetops rufulus ingår i släktet Parasthetops och familjen vattenbrynsbaggar. Inga underarter finns listade i Catalogue of Life.